# حسني البورظان
حسني البورظان هي الشخصية التلفزيونية التمثيلية السورية التي قام الممثل السوري الراحل نهاد قلعي بأدائها في العديد من المسلسلات والمسرحيات وألأفلام السورية وتميز وعرف بهذه الشخصية التي احبها الناس، وخاصة في الأعمال المشتركة للثنائي الشهير النجم دريد لحام في شخصية غوار الطوشة والنجم نهاد قلعي في شخصية حسني البورزان أو حسني البوراظان.